# Meinertomyia fasciata
Meinertomyia fasciata är en tvåvingeart som först beskrevs av Frederik Vilhelm August Meinert 1870.  Meinertomyia fasciata ingår i släktet Meinertomyia och familjen gallmyggor.
Artens utbredningsområde är Danmark. Inga underarter finns listade i Catalogue of Life.